# MacTeX
MacTeX es una redistribución gratuita de TeX Live, un entorno de tipografía basado en TeX.  Mientras que TeX Live está diseñado para ser multiplataforma (ejecutándose en Unix, macOS, y Windows), MacTeX incluye utilidades específicas de Mac e interfaces de usuario (como TeXShop y BibDesk). También está preconfigurado para funcionar de inmediato con macOS, ya que proporciona valores predeterminados sensatos para las opciones de configuración que, en TeX Live, se dejan al usuario para permitir su compatibilidad multiplataforma.

## Detalles
MacTeX es empaquetado y distribuido por el MacTeX TeXnical working group, un subgrupo del TeX Users Group (TUG). TeX Live es distribuido por el TUG, lo que hace que MacTeX sea menos una bifurcación de TeX Live que un reempaquetado personalizado.
El paquete de instalación completo de MacTeX contiene tres subpaquetes:
- TeX Live
- Aplicaciones GUI
  - BibDesk
  - LaTeXiT (un editor de ecuaciones LaTeX)
  - TeX Live Utility (una utilidad para actualizar, instalar o eliminar partes de TeX Live)
  - TeXShop (un editor de TeX basado en Mac)
- Ghostscript (una versión de código abierto de PostScript)

Una versión sustancialmente más pequeña de MacTeX, BasicTeX, que no contiene Ghostscript ni los programas GUI mencionados, puede ser usada en su lugar junto con un editor de TeX también.